# Тернопільська загальноосвітня школа № 6 імені Назарія Яремчука

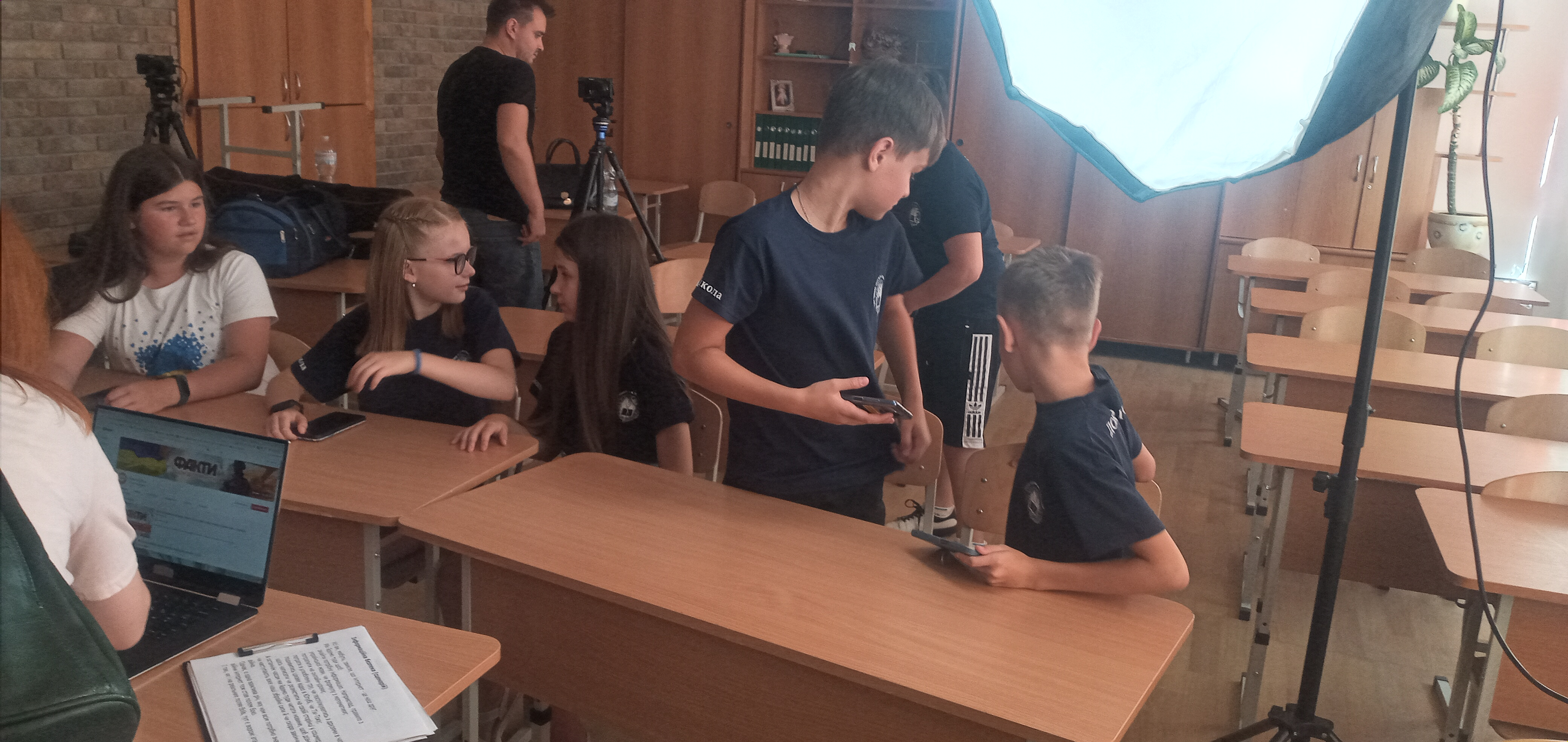
Зйомки циклу "Знання під час війни"

Тернопільський навчально-виховний комплекс «Школа-ліцей» № 6 імені Назарія Яремчука — середній освітній комунальний навчальний заклад Тернопільської міської ради в м. Тернополі Тернопільської області.

## Історія
Середня загальноосвітня школа № 6 міста Тернополя заснована в 1947 році. Спершу вона не мала власного приміщення, а тому функціонувала в корпусах СШ № 1 (нині Українська гімназія імені І. Франка) та політехнічного інституту (нині Тернопільський національний технічний університет імені Івана Пулюя).
У 1960 році збудоване нове приміщення школи на вулиці Леніна, 25 (нині Руська, 6).
За час існування школою керували вісім директорів.
У липні 2000 року рішенням Кабінету Міністрів України школі присвоєно ім'я видатного українського співака, народного артиста України Назарія Яремчука.
У період російського вторгнення в Україну народний депутат Андрій Богданець фінансово допоміг облаштувати бомбосховище у підвалі школи.
У 2023 році на фасаді ТНВК «Школа-ліцей № 6 імені Назарія Яремчука» з'явився мурал, який присвячений українському естрадному співаку, народному артисту України та Герою України Назарію Яремчуку. Цей проєкт реалізовано у рамках «Шкільного громадського бюджету 2022». Вартість проєкту становить 40000 грн. За ці кошти провели роботи з виконання муралу «Назарій Яремчук». Зокрема, на фронтальній стіні споруди школи-ліцею над рекламним написом створено кольоровий портрет Назарія Яремчука (мурал), розміром 3×4 метри. Ініціатори створення муралу — учнівське самоврядування освітнього закладу. Мета проєкту — уславлення великого сина українського народу Назарія Яремчука, творчість якого є зразком любові й поваги до рідної мови й пісні.

## Гуртки та секції
Для розвитку і вдосконалення учнів у школі діють гуртки та секції:
- Художньої самодіяльності (хор «Сонечко», вокальний ансамбль «Любава», ансамбль хлопчиків, ансамбль учнів початкових класів);
- Бальних танців;
- Ритмічної гімнастики, аеробіки;
- Риторики;
- Спортивний клуб «Боєць»;
- Група дитячого карате;
- Футболу, волейболу, баскетболу;
- Психологічний центр «Підлітковий дім»;
- Мистецько-просвітницька спілка «Добро і честь»;
- Драматичний гурток «Прем'єра»;
- Школа акторського мистецтва;
- «Бридж-клуб»;
- Юний турист;
- «Школа-безпеки»;
- Юні інспектори руху;
- Образотворче мистецтво «Веселка»;
- Польська мова;
- Школа розумових ігор.

## Досягнення
Чотири роки поспіль школа займає призові місця в загальнокомандному заліку олімпіад.
За вагомий внесок у справу виховання молоді та примноження надбань національної культури, високий ідейно-художній рівень і виконавську майстерність шкільному театру «Прем'єра» наказом Міністерства освіти і науки України від 9 серпня 2004 р. № 64 присвоєно почесне звання «Зразковий художній молодіжний театр».

## Діяльність
Школа бере участь у Всеукраїнській виховної програми «Рівний — рівному».
Щорічно старшокласники беруть участь у загальнодержавній молодіжній конференції «Модель — ООН» у містах Києві та Одесі.
Налагоджено співпрацю з Вижницькою школою-інтернатом імені Н. Яремчука та Варшавською гімназією № 2 (Польща).
У 2003 році в школі засновано «Алею шкільних зірок», номінантами якої є учні, що прославили школу в навчанні, мистецтві, спорті.
Щорічно учні нагороджуються премією імені Н. Яремчука за значні успіхи в царині мистецтв.
Шкільна редакція спільно з редакцією міського журналу «Освітянин» випускає газету «Добро і честь».
Щороку біля 30 листопада у школі проводиться концерт пам'яті Н. Яремчука. Якщо з народження співака проходить кругла дата - це відбувається у ПК «Березіль».

## Педагогічний колектив

### Директори школи
- Олександр Остапчук — від 2010

### Вчителі
У школі працює 92 вчителі.

#### Колишні
- Іван Ярославович Букавин — вчитель історії (1994—1996).

## Відомі випускники
- Євген Ваврик — український режисер, випуск 1964,
- Олександр Волинець — український спортсмен-плавець, тренер, майстер спорту України міжнародного класу з плавання.